# 僧伽蜜多

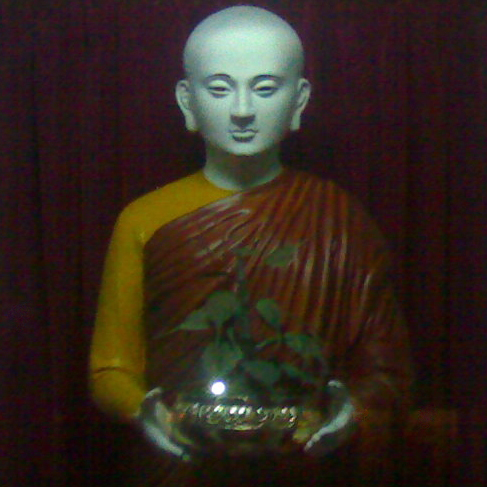
僧伽蜜多像

僧伽蜜多（梵文： 巴利文: ，前277年？—前198年），意譯為慈僧，为阿育王的女儿，佛教高僧。
僧伽蜜多和其孪生兄弟摩哂陀一同加入佛教僧众。此后，摩哂陀被阿育王派往斯里兰卡宣传佛法教义，建立僧團。後來因為錫蘭國王天愛帝須王的王妃阿耨羅(Anual)想出家，摩哂陀根據戒律，不能直接渡她，於是國王派遣一個代表團，到印度請阿育王派比丘尼僧團到錫蘭受比丘尼戒。使臣團傳達這訊息時，阿育王最初并不同意僧伽蜜多到海外，但僧伽蜜多向父親解釋兄長的呼唤是難得的機緣，她可以在錫蘭建立比丘尼僧團，能將佛法傳給錫蘭人民，尤其婦女。阿育王最终同意。大長老Mahinda建議僧伽蜜多拿釋迦佛證果的菩提樹的樹苗一起去錫蘭，阿育王安排僧伽蜜多拿南面的樹苗及與十一位阿羅漢比丘尼去錫蘭，另外剎帝利族家庭，婆羅門，大臣及貴族等也陪伴菩提樹。僧迦蜜多從港口Tamluk離開國家，阿育王滿懷傷感的站在港口望到船隻離開視線。其他几位比丘尼一道来到斯里兰卡，并在錫蘭建立了比丘尼僧團。錫蘭是印度以外第一個國家擁有完整的佛陀的四眾弟子。

僧伽蜜多建立女居士精舍，她住的尼寺在城市裡。當菩提樹苗與儀式相連時，王妃阿耨羅及其他女眾出家剃度，在阿羅漢比丘尼僧團的指導下，成立了比丘尼僧團，歷史亦告知我們僧迦羅的比丘尼亦曾到過中國，並在中國成立比丘尼僧團。

大長老尼僧伽蜜多79歲時，在她住的Hatthalhaka尼寺中般涅槃，她的葬禮由Uttiya以崇敬及適當的儀式進行，在菩提樹不遠處。

## 引用
1. ↑  ^《大史》，錫蘭佛教史
2. ↑  ^ <Ven. Theri Sanghamitta and Sri Maha Bodhi, Significance ands importance of the Unduvap Full Moon>, Ven. Piyadassi Nayake Thera, Article abridged. Courtesy - VESAK LIPI BUDDHIST DIGEST

## 延伸阅读
- 僧伽蜜多传记